# A Star Is Born (trilha sonora de 2018)
A Star Is Born é a trilha sonora do filme de mesmo nome de 2018, estrelado por Lady Gaga e Bradley Cooper. O lançamento ocorreu em 5 de outubro de 2018, por intermédio da Interscope Records. Gaga e Cooper trabalharam na trilha sonora com o apoio de artistas de música country, incluindo Lukas Nelson, que atua como um dos membros da banda de Cooper no filme. Para as canções pop do álbum, Gaga contou com o apoio do seu colaborador recorrente, DJ White Shadow. A canção inclui contribuições de Jason Isbell, Mark Ronson, Diane Warren, Andrew Wyatt e do grupo Miike Snow.
A faixa "Shallow" foi lançada como single principal da trilha sonora em 27 de setembro de 2018, enquanto "Always Remember Us This Way" e "I'll Never Love Again" também receberam um lançamento limitado em países selecionados.
Em termos comerciais, o álbum alcançou as primeiras posições das paradas musicais da Austrália, Canadá, Croácia, República Checa, Estônia, Irlanda, Nova Zelândia, Noruega, Escócia, Eslováquia, Suécia, Suíça, Reino Unido e Estados Unidos. No Canadian Albums Chart, tornou-se a trilha sonora de maior permanência na tabela musical, desde Frozen, lançado em março de 2014. No BAFTA 2019, o álbum venceu a categoria de Melhor Trilha Sonora, tornando Gaga a primeira artista feminina a conseguir tal feito. Venceu, em 2020, a categoria de melhor compilação de mídia visual do Grammy Awards de 2020.

## Antecedentes
Em março de 2015, a Warner Bros. anunciou que Bradley Cooper estava em negociação para fazer sua estreia como diretor de A Star Is Born, o terceiro remake do filme de 1937 que leva o mesmo nome. Lady Gaga foi oficialmente anexada ao filme em agosto de 2016, com o anúncio do estúdio para o início do projeto de produção em 2017. Cooper interpreta Jackson Maine, "um cantor country veterano que descobre e eventualmente se apaixona por uma cantora e compositora chamada Ally, interpretada por Lady Gaga." Gaga "ajudou a descobrir o desempenho de Cooper como músico."
Cooper passou dois anos e meio preparando o filme e determinando que tipo de músico seu personagem seria. Para tal, trabalhou com vários músicos e treinadores vocais como Roger Love. Cooper disse que "no final, comecei a desenvolver meu próprio tipo de criação. Se eu tivesse mais um ano preparação, teria sido rock por completo, mas para o momento é algo híbrido."

## Composição e gravação
Cooper descreve a trilha sonora como "uma evolução, bem como a história do filme." Gaga e Cooper escreviam as músicas durante as filmagens, levando a "encarnações diferentes dentro de cada canção." Cooper acrescentou que "a música realmente tornou-se um personagem do filme. Não há nenhuma letra que nunca, em qualquer ponto do filme, não tem a ver exatamente com o que um deles é ou espera ser ou arrepende de ser. Essa foi a nossa plataforma de lançamento e, em seguida, imergimos num processo de descoberta para saber quais músicas seriam melhor encaixadas." Jason Isbell, um dos participantes da obra, escreveu uma canção para o personagem de Cooper, que se tornou "a espada com a qual trouxe a musicalidade de Cooper para fora." Isbell enviou a música através de Dave Cobb, um produtor de Nashville, com quem Cooper estava colaborando."
Cooper entrou em contato com Lukas Nelson, filho do cantor-compositor country Willie Nelson, depois de vê-lo apresentar no festival Desert Trip em outubro de 2016, pedindo-lhe para trabalhar o filme como consultor musical. Nelson disse que começou a "escrever as canções randomicamente e enviou para o produtor, que começaram a gostar dele. Então Lady Gaga veio e a partir dali nos demos bem. Nos tornamos grandes amigos e começamos a compor conjuntamente." Nelson já tinha conhecimento de Gaga e a cantora forneceu vocais de apoio para o álbum da banda do artista. Nelson e sua banda, Lukas Nelson & Promise of the Real, aparecem no filme como a banda de Cooper.
Gaga reuniu-se com o produtor Mark Ronson e a compositora Hillary Lidnsey, que foram contribuintes para o último álbum de Gaga, Joanne (2016). Além disso, trabalhou com seu colaborador recorrente, DJ White Shadow, responsável pela sonoridade mais pop da personagem. Grande parte do álbum foi gravado ao vivo devido à insistência de Gaga. A revista americana Billboard descreveu a trilha sonora como "integrante do enredo", acrescentando que "muitas das letras são sobre quem anseia por mudança, mas observando a luta envolvida. Algumas expressam a grandeza do amor e a bela ligação de Jackson Maine, interpretado por Cooper, e a neófita cantora-compositora Ally, interpretada por Lady Gaga. De fato, a música do filme é essencial para o filme - são atemporais, emocionantes, corajosas e sérias. Soam como canções escritas por aristas que, francamente, atingem o núcleo do ouvinte."

## Recepção crítica
| Críticas profissionais | Críticas profissionais |
| Pontuações agregadas   | Pontuações agregadas   |
| Fonte                  | Avaliação              |
| ---------------------- | ---------------------- |
| Metacritic             | 78/100                 |
| Avaliações da crítica  |                        |
| Fonte                  | Avaliação              |
| The Washington Post    | [ 17 ]                 |
| The Guardian           | [ 18 ]                 |
| Rolling Stone          | [ 19 ]                 |
| AllMusic               | [ 20 ]                 |
| The Daily Telegraph    | [ 21 ]                 |
| Consequence of Sound   | B                      |
| NME                    | [ 23 ]                 |
| Pitchfork              | 7.4                    |
| Slant Magazine         | [ 25 ]                 |

No Metacritic, o álbum estreou com uma nota de 80 pontos de 100, com base em 7 críticas. Numa avaliação para o jornal The Washington Post, Mark Kennedy deu nota máxima para o álbum e escreveu: "A trilha sonora de A Star Is Born é uma maravilha de cinco estrelas e capaz de ser indicada para Álbum do Ano do Grammy Awards. Contém uma quantidade excepcional de 34 faixas, justamente pela inclusão de trechos de canções, diálogos e interlúdios. Isso fará com que a trilha coloque os fãs de volta dentro do filme de forma visceral. Do blues-rock ao bubble pop, as 19 canções originais são variadas e viciantes. Sabíamos que Lady Gaga era capaz de grandes coisas, mas a musicalidade de Cooper é uma maravilha. Costumamos zombar atores que desejam ser astros do rock, mas Cooper mostra uma habilidade real na frente do microfone. [...] Há uma boa chance de ganhar um Garmmy por dizer apenas quatro palavras. Não há como esse álbum não entrar em disputa." Bean Beaumont-Thomas, numa avaliação de 80 pontos de 100 para o jornal The Guardian, afirmou: "Bradley Cooper mostra que pode cantar tanto quanto pode atuar e dirigir, mas as proezas pop de Lady Gaga elevam cada canção do álbum, sejam baladas de piano ou duetos que cortam o coração. [...] "I Don't Know What Love Is" é um belo dueto, onde Cooper dá um espaço modesto para os vibratos de Gaga, seguido de "Is That Alright?", cuja seriedade é novamente vendida por Gaga. Cooper esboça seu rockstar em linhas admiráveis: embriagado, criteriosamente blues e com muita auto-aversão que surge ao longo do álbum. No entanto, é Gaga quem é a verdadeira estrela: uma mulher capaz de fazer todo tipo de pop, bem como mostrar que tudo isos pode dar a sua vida em seus agudos mais libertadores."
Para a publicação Rolling Stone, Brittany Spanos deu 4 estrelas de cinco para o álbum, dizendo: "As músicas da parte inicial do filme são impenetravelmente perfeitas. A voz de Cooper, com tom diminuído para criar um personagem cansado e viciado, é surpreendentemente incrível. A música que Gaga ajuda a escrever para esse trecho da carreira de Ally, onde ela ainda é morena e se apresenta com um homem pelo qual está apaixonada, é linda, poderosa e romântica sem ser banal. Stephen Thomas Erlewine, do portal AllMusic, escreveu: "Todas as canções fazem sentido dentro da narrativa e sozinhas, dando uma equivalência ao álbum de uma trilha sonora de qualidade - se não fossem os diálogos do meio do álbum, que acabam minando qualquer tipo de impulso da obra." Em contrapartida, numa avaliação mediana, Neil McCormick, do jornal The Daily Telegraph, deu 3 estrelas de 5 para o álbum, dizendo: "Nelson co-escreve muitas músicas de Gaga, o que dá origem au ma jornada pouco desajeitada que vão de baladas de rock a um pop superficial. De certo modo, há um salto tangível nos padrões de Gaga na segunda metade do álbum - ela é um grande talento da música. No entanto, há uma estranha desconexão quando a trilha sonora muda a sonoridade para o pop moderno e anódino." Classificado como Álbum da Semana, o portal Consequence of Sound atribuiu nota B ao álbum e afirmou: "Há um punhado de bandas que trocariam seu vocalista por Cooper. Ele tem, talvez, uma voz profissional mediana, mas não se engane: é uma voz de qualidade profissional. Cooper canta "Black Eyes" com grande emoção. A verdadeira estrela sepre seria Lady Gaga, e a grande diversão de A Star Is Born é ouvi-la em diferentes âmbitos. Lady Gaga é uma nerd da música; ela adora synthpop, discoteca, funk, rock dos anos 70, e consegue ter tudo no álbum. Canta "Is That Alright?" como uma grande balada da Broadway - afinal, é um musical, e você pode facilmente imaginá-la debruçada sobre a varanda de Evita ou "Defying Gravity" com o rosto pintado de verde. [...] Muitos diálogos estão espalhados pela trilha sonora a fim de fornecer um plano de fundo para as canções. Às vezes, os diálogos adicionam peso emocional e transforma as músicas pop em monólogos de Shakespare. Frequentemente, mina a energia emocional construída ao longo das músicas."
Nick Reilly, numa avaliação para a revista britânica NME, avaliou o álbum com 4 estrelas de 5, afirmando: "Ao longo do caminho de Bradley Cooper e Lady Gaga para a glória de prêmios de cinema, eles conseguiram criar uma trilha sonora que é igualmente impressionante; é umacoleção de músicas emocionalmente carregadas e apropriadas para um romance fadado. [...] No geral, A Star Is Born é uma das melhores trilhas sonoras de Hollywood dos últimos tempos. Além de ser atraente para o Oscar, as músicas conseguem brilhar por conta própria." Numa avaliação para a renomada Pitchfork, Larry Fitzmaurice concluiu: "O álbum cumpre com a promessa de sua potência estelar com algumas das músicas pop mais emocionantes e impactantes do ano. [...] Apesar do processo de metamorfose de Lady Gaga nos últimos dez anos, não há nada que reflita o panorama pop de 2010. [...] A desconexão melódica entre os gêneros retrata algo benéfico: A Star Is Born alcança uma vibração atemporal." Numa avaliação nota mediana para a revista Slant Magazine, Jeremy Inograd escreveu: "Há, sem dúvida, um álbum de dez músicas no núcleo de A Star Is Born, no entanto, ao contrário do filme, em que um senso desmedido de sentimentalismo é atribuído a performances mais elaboradas, não existem elementos suficientes para justificar a repercussão bombástica deste."

## Sucesso comercial
A trilha sonora de A Star Is Born estreou na primeira posição da Billboard 200 com 231.000 cópias, sendo 162.000 cópias puras. Em três anos, foi a maior estreia para uma trilha sonora, sendo a quinta entrada na primeira posição de Gaga e a primeira de Bradley Cooper. Além disso, Gaga estendeu seu recorde como a artista feminina com mais álbuns na posição número um da tabela musical da década de 2010. Além das vendas puras do álbum, A Star Is Born ganhou 37.000 cópias equivalentes em streamings e 32.000 de cópias equivalentes. No Canadá, a canção estreou na primeira posição da tabela Canadian Albums Chart, vendendo 18.000 cópias equivalentes, angariando o topo das vendas e de downloads digitais sendo a sétima estreia de maior demanda da semana. O álbum foi, portanto, a terceira estreia no topo canadense desde Born This Way (2011).
No Reino Unido, A Star Is Born concorreu com Trench, quinto álbum de estúdio do duo Twenty One Pilots, para atingir o topo. De acordo com Alan Jones, da publicação Music Week, o álbum emergiu de último momento para o topo da UK Albums Chart, estreando na primeira posição com 31.816 cópias, sendo 6.178 cópias equivalentes em streamings. No país, A Star Is Born tornou-se o quarto álbum de Gaga a alcançar a primeira posição desde Artpop (2013). Na Escócia e na Irlanda, o álbum também estreou na primeira posição, sendo o terceiro álbum número um em território escocês. Na França, a trilha estreou em sétimo lugar na tabela francesa SNEP, com 8.700 cópias vendidas. Na Austrália, estreou na terceira posição da ARIA. Segundo a UWC, estreou globalmente  na primeira posição com 348.000 cópias vendidas desde o lançamento. Em 21 de outubro, a publicação Billboard divulgou que o álbum permanecia pela segunda semana consecutiva na Billboard 200 com 143.000 cópias. O álbum foi consagrado como a maior estreia de trilha sonora desde 2015, após o lançamento de Fifty Shades of Grey e a terceira trilha sonora mais vendida de 2018 após uma semana de lançamento. No Canadá, completou quatro semanas seguidas em primeiro lugar, sendo a trilha sonora a passar mais tempo no topo desde Frozen.
De acordo com a Federação Internacional da Indústria Fonográfica (IFPI), a trilha sonora foi o 4º álbum mais vendido mundialmente, com 1,9 milhões de cópias. Mundialmente, a trilha sonora vendeu mais de 7,5 milhões de cópias.

## Lista de faixas
| Versão standard |                                                                  |                                                                      |                             |         |  |
| N.º             | Título                                                           | Compositor(es)                                                       | Produtor(es)                | Duração |  |
| 1.              | "Intro"                                                          |                                                                      |                             | 0:20    |  |
| 2.              | "Black Eyes" (interpretada por Bradley Cooper)                   | Bradley Cooper, Lukas Nelson                                         | Cooper, Nelson, Lady Gaga   | 3:03    |  |
| 3.              | "Somewhere Over the Rainbow" (diálogo)                           |                                                                      |                             | 0:42    |  |
| 4.              | "Fabulous French" (diálogo)                                      |                                                                      |                             | 0:19    |  |
| 5.              | "La Vie en rose" (interpretada por Gaga)                         | Louiguy, Édith Piaf                                                  | Gaga, Brian Newman          | 3:00    |  |
| 6.              | "I'll Wait for You" (diálogo)                                    |                                                                      |                             | 0:19    |  |
| 7.              | "Maybe It's Time" (interpretada por Cooper)                      | Jason Isbell                                                         | Cooper, Benjamin Rice, Gaga | 2:39    |  |
| 8.              | "Parking Lot" (diálogo)                                          |                                                                      |                             | 0:31    |  |
| 9.              | "Out of Time" (interpretada por Cooper)                          | Cooper, Nelson                                                       | Cooper, Nelson              | 2:53    |  |
| 10.             | "Alibi" (interpretada por Cooper)                                | Lady Gaga, Cooper, Nelson                                            | Gaga, Cooper, Nelson        | 3:03    |  |
| 11.             | "Trust Me" (diálogo)                                             |                                                                      |                             | 0:32    |  |
| 12.             | "Shallow" (interpretada por Gaga & Cooper)                       | Gaga, Mark Ronson, Anthony Rossomando, Andrew Wyatt                  | Gaga, Rice                  | 3:35    |  |
| 13.             | "First Stop, Arizona" (diálogo)                                  |                                                                      |                             | 0:11    |  |
| 14.             | "Music to My Eyes" (interpretada por Gaga & Cooper)              | Gaga, Nelson                                                         | Nelson                      | 3:19    |  |
| 15.             | "Diggin' My Grave" (interpretada por Gaga & Cooper)              | Paul Kennerley                                                       | Gaga, Nelson                | 3:57    |  |
| 16.             | "I Love You" (diálogo)                                           |                                                                      |                             | 0:19    |  |
| 17.             | "Always Remember Us This Way"                                    | Gaga, Natalie Hemb, Hillary Lindsey, Lori McKenna                    | Dave Cobb, Gaga             | 3:30    |  |
| 18.             | "Unbelievable" (diálogo)                                         |                                                                      |                             | 0:29    |  |
| 19.             | "How Do You Hear It?" (diálogo)                                  |                                                                      |                             | 0:14    |  |
| 20.             | "Look What I Found" (interpretada por Gaga)                      | Gaga, Mark Nilan Jr., Nick Monson, Paul Blair, Nelson, Aaron Ratiere | Gaga, Nilan, Monson, Blair  | 2:55    |  |
| 21.             | "Memphis" (diálogo)                                              |                                                                      |                             | 0:24    |  |
| 22.             | "Heal Me" (interpretada por Gaga)                                | Gaga, Nilan, Monson, Blair, Julia Michaels, Justin Tranter           | Gaga                        | 3:17    |  |
| 23.             | "I Don't Know What Love Is" (interpretada por Gaga & Cooper)     | Gaga, Nelson                                                         | Gaga, Nelson, Nilan, Monson | 2:57    |  |
| 24.             | "Vows" (diálogo)                                                 |                                                                      |                             | 0:18    |  |
| 25.             | "Is That Alright?" (interpretada por Gaga)                       | Gaga, Nilan, Monson, Blair, Nelson, Raitiere                         | Gaga, Nilan, Monson, Blair  | 3:11    |  |
| 26.             | "SNL" (diálogo)                                                  |                                                                      |                             | 0:13    |  |
| 27.             | "Why Did You Do That?" (interpretada por Gaga)                   | Gaga, Diane Warren, Nilan, Monson, Blair                             | Gaga, Nilan, Monson, Blair  | 3:05    |  |
| 28.             | "Hair Body Face" (interpretada por Gaga)                         | Gaga, Nilan, Monson, Blair, Rice                                     | Gaga                        | 3:22    |  |
| 29.             | "Scene 98" (diálogo)                                             |                                                                      |                             | 0:35    |  |
| 30.             | "Before I Cry" (interpretada por Gaga)                           | Gaga, Nilan, Monson, Blair                                           | Gaga, Nilan, Monson, Blair  | 4:19    |  |
| 31.             | "Too Far Gone" (interpretada por Cooper)                         | Cooper, Nelson                                                       | Cooper, Nelson              | 1:26    |  |
| 32.             | "Twelve Notes" (diálogo)                                         |                                                                      |                             | 1:04    |  |
| 33.             | "I'll Never Love Again" (versão do filme, interpretada por Gaga) | Gaga, Hemby, Lindsey, Ratiere                                        | Gaga, Rice                  | 4:41    |  |
| 34.             | "I'll Never Love Again" (versão estendida)                       | Gaga, Hemby, Lindsey, Ratiere                                        | Gaga, Rice                  | 5:29    |  |

## Desempenho nas tabelas musicais

### Posições
| Tabela musical (2018)                  | Melhor posição |
| -------------------------------------- | -------------- |
| Argentina (CAPIF)                      | 3              |
| Austrália (ARIA)                       | 1              |
| Áustria (Ö3 Austria Top 40)            | 2              |
| Bélgica (Ultratop Flandres)            | 4              |
| Bélgica (Ultratop Valônia)             | 4              |
| Canadá (Billboard)                     | 1              |
| Croácia (HDU)                          | 1              |
| República Tcheca (ČNS IFPI)            | 1              |
| Dinamarca (Hitlisten)                  | 38             |
| Países Baixos (Dutch Charts)           | 3              |
| Estónia (IFPI)                         | 1              |
| Finlândia (Suomen virallinen lista)    | 5              |
| França (SNEP)                          | 5              |
| Alemanha (Offizielle Deutsche Charts)  | 5              |
| Grécia (IFPI Greece)                   | 2              |
| Hungria (MAHASZ)                       | 13             |
| Islândia (Tonlist)                     | 2              |
| Irlanda (IRMA)                         | 1              |
| Itália (FIMI)                          | 4              |
| Japão (Oricon)                         | 52             |
| Japão (Oricon Internacional Albums)    | 11             |
| Nova Zelândia (RMNZ)                   | 1              |
| Noruega (VG-lista)                     | 1              |
| Polónia (ZPAV)                         | 32             |
| Portugal (AFP)                         | 2              |
| Escócia (Official Scottish Albums)     | 1              |
| Eslovênia (ČNS IFPI)                   | 1              |
| África do Sul (RiSA)                   | 8              |
| Coreia do Sul (GAON)                   | 37             |
| Coreia do Sul (GAON)                   | 1              |
| Espanha (PROMUSICAE)                   | 2              |
| Suécia (Sverigetopplistan)             | 1              |
| Suíça (Schweizer Hitparade)            | 1              |
| Reino Unido (Official Albums Chart)    | 1              |
| Reino Unido (OCC Soundtrack Albums)    | 1              |
| Estados Unidos (Billboard 200)         | 1              |
| Estados Unidos (Top Soundtrack Albums) | 1              |
| Estados Unidos (Top Tastemaker Albums) | 1              |

### Certificações
| País (Empresa)                | Certificação | Vendas    |
| ----------------------------- | ------------ | --------- |
| Austrália (ARIA)              | 2× Platina   | 140.000   |
| Áustria (IFPI da Áustria)     | Platina      | 15.000    |
| Bélgica (BEA)                 | Ouro         | 15.000    |
| Canadá (Music Canada)         | Platina      | 92.000    |
| Dinamarca (IFPI da Dinamarca) | 2× Platina   | 40.000    |
| França (SNEP)                 | 3× Platina   | 300.000   |
| Irlanda                       | —            | 37.000    |
| Itália (FIMI)                 | Platina      | 50.000    |
| Nova Zelândia (RMNZ)          | 3× Platina   | 45.000    |
| Noruega (IFPI da Noruega)     | 3× Platina   | 60.000    |
| Polónia (ZPAV)                | 2× Platina   | 40.000    |
| Coreia do Sul                 | —            | 3.432     |
| Reino Unido (BPI)             | Platina      | 300.000   |
| Estados Unidos (RIAA)         | 2× Platina   | 1.002.611 |
| Mundo                         | —            | 6.000.000 |

## Histórico de lançamento
| Região | Data                 | Formato                          | Gravadora  | Ref.   |
| Mundo  | 5 de outubro de 2018 | Download digital Streaming CD LP | Interscope | [ 81 ] |